# François-Pierre Joly
 (août 2009).
Si vous disposez d'ouvrages ou d'articles de référence ou si vous connaissez des sites web de qualité traitant du thème abordé ici, merci de compléter l'article en donnant les références utiles à sa vérifiabilité et en les liant à la section « Notes et références ».
Pour les articles homonymes, voir Pierre Joly (homonymie) et Joly.
François-Pierre Joly, né le 6 mai 1951 à Angers, est un général  d'armée français.
Il est nommé inspecteur général des armées en 2010.
Il est maintenu dans la 1re section des officiers généraux de l'armée de terre jusqu'au 31 août 2011.

## Biographie
- Le général d'armée François-Pierre (Joseph) Joly est marié et père de sept enfants.
- Né le 6 mai 1951 à Angers, il est admis à l'École spéciale militaire de Saint-Cyr en 1971 (ESM 1971-73 promotion Capitaine Danjou).
- À l'issue de sa scolarité, il choisit l’arme du génie et poursuit sa formation à l'École d'application du génie à Angers.
- En 1975, il sert au 2e régiment du génie à Metz en tant que chef de section d’instruction, de combat et électrotechnique.
- Il rejoint en mai 1977 le 5e régiment mixte du Pacifique [1963-2000] à Mururoa (Polynésie française) comme officier adjoint au commandant de compagnie et chef de centrale de dessalement d’eau de mer et de production d’énergie.
- De 1978 à 1980, il est chef de section à l’École spéciale militaire de Saint-Cyr.
- En 1980, il commande la 58e compagnie du génie au 71e régiment du génie à Oissel et il rejoint en 1982 l’École supérieure du génie militaire à Versailles.
- En juin 1984, il part à la direction des travaux du génie de Versailles en tant que chef de cellule et adjoint au chef du bureau d’études.
- Candidat au brevet technique, il rejoint en 1986 la direction de l’enseignement militaire supérieur de l’armée de Terre à Paris, en tant que stagiaire à l’École nationale des ponts et chaussées.
- Il est admis en septembre 1988 à l’École supérieure de guerre à Paris.
- En 1990, il est affecté à l’état-major de l’armée de Terre à Paris en tant qu’officier traitant à la section programmation et gestion du titre V.
- Il prend, en septembre 1994, le commandement du 3e régiment du génie à Charleville-Mézières et est désigné comme chef de corps du bataillon du génie en ex-Yougoslavie de mai à juillet 1996 lors de l’opération Salamandre.
- Affecté à l’état-major de l’armée de Terre à Paris en septembre 1996, il prend le poste de chef de la section titre V au bureau planification finances. En juillet 1998, il est nommé chef de la section titre III et adjoint au chef de bureau. Il est désigné chef du bureau planification finances de l’état-major de l’armée de Terre.
- De 2001 à 2004, il exerce à Paris les fonctions successives d’adjoint au sous-chef d’état-major « Organisation Ressources humaines » puis de sous-chef d'état-major « Études Planification Finances » à l’état-major de l’armée de Terre.
- Il est nommé général de division en 2004 et devient général adjoint major au général commandant la région Terre Nord-Ouest.
- Il est nommé gouverneur militaire de Lyon, commandant de la région Terre Sud-Est et officier général de la zone de défense Sud-Est à compter du 1er octobre 2006, et élevé aux rang et appellation de général de corps d’armée.
- Il est désigné en juillet 2008 pour occuper les fonctions de major général de l'armée de Terre.
- Élevé au rang et appellation de général d'armée en septembre 2010, il est choisi par le ministre de la défense pour occuper les fonctions d'inspecteur général des armées-terre.
- Il est admis dans la deuxième section des officiers généraux en septembre 2011.

En 2012, il est nommé président du conseil de perfectionnement de l'Ecole spéciale militaire de Saint-Cyr.

## Décorations
- Officier de l'ordre national du Mérite
- Commandeur de la Légion d'honneur (18 septembre 2008) (officier du 11 novembre 2004, chevalier du 25 octobre 1993).

## Brevet
- Brevet parachutiste militaire